# Ostroavele Cama - Dinu - Păsărica
Rezervația naturală Cama-Dinu-Păsărica are suprafața de 2400 ha și a fost declarată rezervație naturală prin HG nr. 1143/2007. Este o arie naturală protejată de interes național care se suprapune total cu ariile naturale protejate de interes comunitar ROSPA0108 Vedea-Dunăre și ROSCI0088 Gura Vedei-Șaica-Slobozia. Această zonă reprezintă un eșantion tipic de luncă inundabilă, în care se găsesc plantații de nuc american și glădiță, perdele de viță sălbatică și hamei, păduri de stejari seculari cu ulm, plop negru și pe alocuri frasin, zăvoaie de salcie și plop autohton. În stratul ierbos, pe lângă speciile caracteristice zonelor umede, se întâlnesc numeroase plante remarcându-se unele specii rare cum ar fi ghiocelul de baltă, nufărul alb, ostrățelul de baltă și mărul lupului. Cea din urmă specie se găsește la marginea pădurii, în locuri mai puțin înalte, mai nisipoase și mai uscate. De asemenea, rezervația naturală Cama-Dinu-Păsărica adăpostește cea mai mare colonie de stârci lopătari și cormorani mari din zona județului Giurgiu. Dintre populațiile de păsări, mai putem aminti stârcul galben, stârcul cenușiu, stârcul de noapte, egreta mică, egreta mare etc.